# North Kelsey
North Kelsey è un villaggio e parrocchia civile dell'Inghilterra, appartenente alla contea del Lincolnshire.